# Thomas Sailer
Thomas Sailer (* 4. August 1987 in Eisenstadt) ist ein österreichischer Autor.

## Leben
Thomas Sailer maturierte 2007 als Externist am BG/BRG/BORG Eisenstadt. Im Jahr darauf begann er ein Studium der Informationsberufe an der FH Burgenland, das er 2011 abschloss.
2009 wirkte er in der ORF Dokumentation Ein Land – Vier Sprachen mit.
Im Dezember 2011 erschien sein erstes Buch Der Freizeitpionier. Es folgten die Romane Die Wüstenpflanze, Die Aktivistin und Die Gefängnisinsel. In seiner Autobiografie Chronik eines Harry Potter Fans schreibt er über sein mehrjähriges Engagement in der online Harry-Potter-Fangemeinde. Das Buch erschien 2013 auch in englischer Sprache.
2015 rief Sailer das konsumkritische Kunstprojekt Projekt1310 ins Leben.

## Publikationen (Auswahl)
- Der Freizeitpionier. Roman, serendii-Verlag, Siegendorf 2011, ISBN 978-3-9503878-2-7.
- Die Wüstenpflanze. Roman, serendii-Verlag, Siegendorf 2017, ISBN 978-3-9504217-3-6.
- Chronik eines Harry Potter Fans. Autobiografie, tredition, Hamburg 2012, ISBN 978-3-8491-2350-5.
- Die Aktivistin. Roman, serendii-Verlag, Siegendorf 2014, ISBN 978-3-9503713-6-9.
- Die Gefängnisinsel. Roman, tredition, Hamburg 2018, ISBN 978-3-7469-2713-8.